# Sebastian Anton Scherer
Sebastian Anton Scherer (Ulma, 3 ottobre 1631 – Ulma, 26 agosto 1712) è stato un compositore e organista tedesco del periodo barocco.

## Biografia
Sebastian Anton Scherer nacque ad Ulma il 3 ottobre 1631 vi visse per il resto della sua vita, il 17 giugno 1653 venne nominato musico cittadino e divenne assistente di Tobias Eberlin, celebre organista del duomo di Ulma. Dopo aver iniziato ad affinare la sua arte con Eberlin ne divenne intimo amico, ne sposò la figlia nel 1671 e gli successe nell'incarico di organista del duomo di Ulma alla sua morte. Successivamente venne chiamato a collaborare per la Chiesa di San Tommaso di Strasburgo, il più importante edificio di fede calvinista della città, ma la sua collaborazione avvenne esclusivamente a distanza in quanto Scherer non abbandonò mai la sua città natale.
Delle sue numerose composizioni rimane ben poco, come per molti altri compositori dell'epoca barocca. Fra queste sono da annoverare alcuni spartiti di musica corale sacra (mottetti, messe e salmi), quattordici sonate in trio di pregevole valore pubblicate in volume unico nel 1680, e numerose partiture per organo. Queste ultime risentono fortemente dell'influenza di Frescobaldi, testimoniando così l'enorme influsso del musicista italiano in diversi elementi della cosiddetta scuola degli organisti tedeschi del sud.

## Opere
- Musica sacra (...) missae, psalmi, et motetti, Op. 1 (Ulm, 1657). Per 3-5 voci e strumenti.
- Operum musicorum secundum, distinctum in libros 2, Op. 2 (Ulm, 1664). Musica per organo
- Traur-und Klaggesan (Ulm, 1664). Musica corale profana per 5 voci e basso continuo.
- Sonatae, Op. 3 (Ulm, 1680). Trio sonata per 2 violini, viola da gamba e basso continuo.
- Jubilate Deo, O quam mirabilis